# Kenora
Pour les articles homonymes, voir Kenora (homonymie).
Kenora (/kəˈnɔɹə/) est une ville canadienne située dans la région nord-ouest de la province de l'Ontario en bordure nord du lac des Bois, lui-même situé à la frontière du Manitoba.

## Histoire

À l'origine la ville faisait partie du Manitoba.

Elle fut d'abord une ville du Manitoba, constituée en 1882 sous le nom de Rat Portage par le gouvernement de cette province. Dix ans plus tard, le réaménagement de la frontière entre le Manitoba et l'Ontario transféra la ville à cette dernière province. La ville prit le nom de Kenora en 1905 (les trois syllabes du nom évoquant respectivement : pour les deux premières, les villages voisins de Keewatin et de Norman, tandis que pour la troisième, le nom initial de la ville : Rat Portage).

## Gouvernement

### Maire et conseil

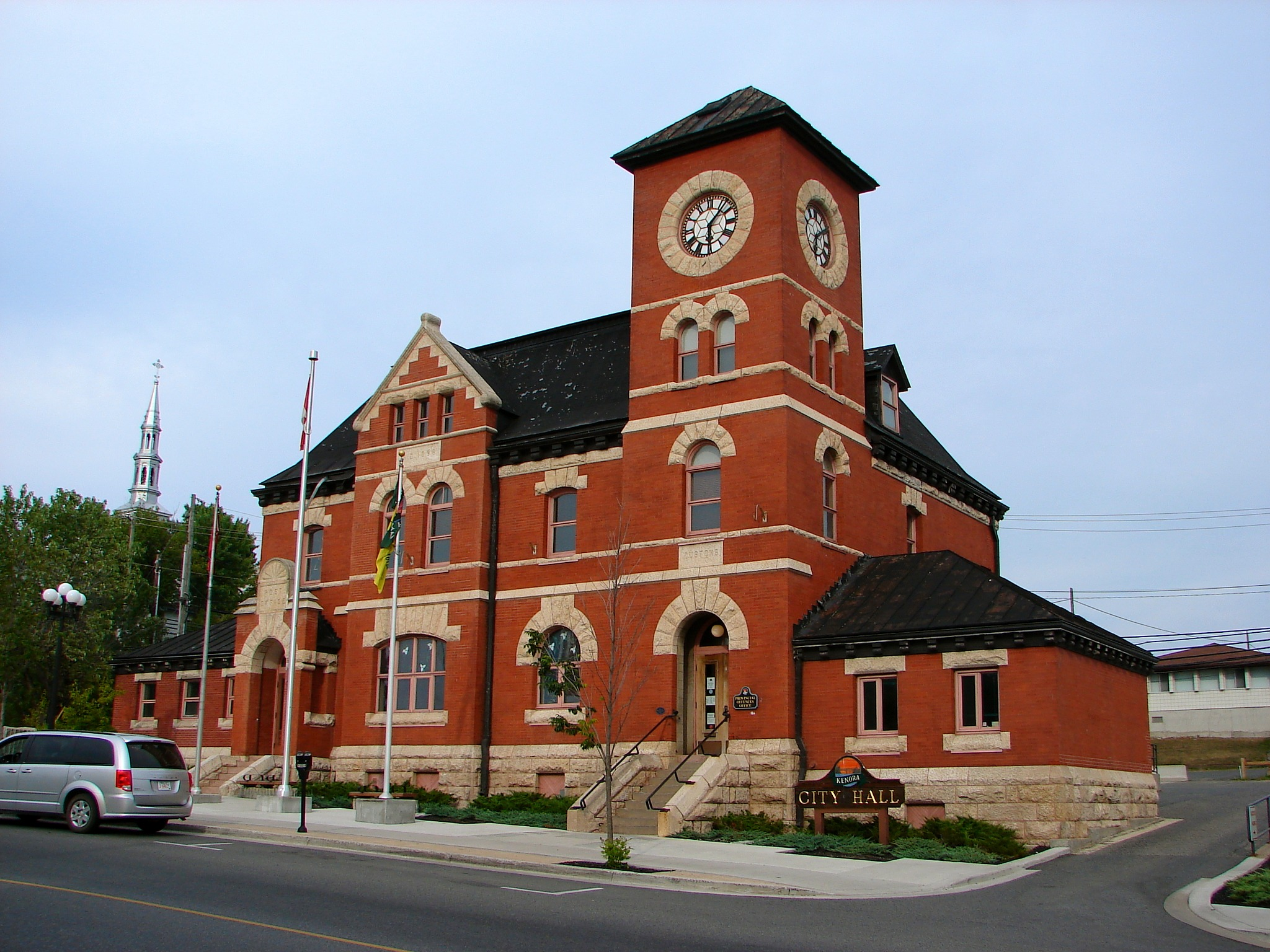
L'hôtel de ville de Kenora.

Le conseil municipal de Kenora est composé de 6 conseillers municipaux en plus du maire. Le maire actuel de la ville est David Canfield.

### Représentation fédérale
La ville de Kenora fait partie de la circonscription électorale fédérale de Kenora. Un député élu représente donc toute la circonscription au Parlement du Canada. Actuellement ce député est Bob Nault.

## Économie
L'économie locale est diversifiée. Le produit intérieur brut de 2011 était de 548 millions de dollars. 54% de l'économie de Kenora est soutenue par les secteurs d'activité suivants :
- Soins de santé
- Services publics
- Tourisme
- Culture et loisirs
- Fabrication
- Construction
- Services miniers
- Foresterie

## Tourisme

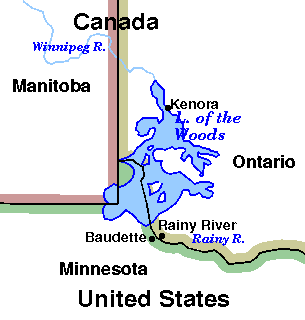
Le Lac des Bois.

Première destination pour la navigation de plaisance en Amérique du Nord, Kenora relie tous ses acteurs grâce au Lac des Bois. 65 000 milles de rivage composent le paysage de la ville. Le territoire enregistre 723 000 visiteurs par an et 200 millions de dollars en retombées économiques annuelles.

## Transport
- Aéroport de Kenora

## Démographie
| 2001   | 2006   | 2011   | 2016   |
| ------ | ------ | ------ | ------ |
| 15 838 | 15 177 | 15 348 | 15 096 |

## Personnalités associées
- Harold Machin, homme politique
- Michael ("Mike") C. Smith, né le 16 septembre 1967 à Kenora, athlète canadien, décathlonien médaillé notamment aux Jeux de la Francophonie et aux Championnats du monde.